# Klingt meine Linde
Klingt meine Linde (schwedisch Spelar min lind, sjunger min näktergal) ist ein Märchen von Astrid Lindgren.

## Handlung
Als Malin acht Jahre alt ist, sterben ihre Eltern an Schwindsucht (Tuberkulose). Daher wird Malin als Waise in ein Armenhaus gebracht. Dort führen die Menschen ein trostloses Leben. Hier gibt es nichts Schönes und keine Freude.
Pompadulla ist die Leiterin des Armenhauses. Da sie erwartet, dass sie beim Betteln mehr Dinge bekommt, wenn sie ein Kind mitnimmt, erklärt sie Malin zu ihrer Kleinmagd. Von nun an begleitet Malin Pompadulla bei den Bettelzügen. Dabei sind die beiden sehr erfolgreich.
Doch Malin unterstützt auch die anderen Bewohner. Sie hilft Hühner-Hilmer sich die Schuhe zuzubinden oder tröstet Jocke Kis, wenn dieser wieder Angst bekommt, weil er Stimmen hört. Doch sie selbst findet zunächst keinen Trost, denn etwas Schönes entdeckt Malin nicht.
Auf einem ihrer Bettelzüge hört sie jedoch eine Geschichte, die ihr Kraft und Trost spendet. Sie beschließt die Geschichte für immer in ihrem Herzen zu behalten. Doch das Einzige, woran sie sich erinnern kann, ist die Textzeile „Klingt meine Linde, singt meine Nachtigall?“. Zunächst verschwinden allein durch diese Worte alles Elend und jeder Kummer im Armenhaus. Doch die Worte genügen Malin nur eine kurze Zeit, dann möchte sie eine echte Linde mit einer echten Nachtigall haben.
Eines Tages sieht Malin eine Erbse auf dem Boden liegen. Sie pflanzt diese auf dem Kartoffelacker des Armenhauses ein und hofft und betet darum, dass eine Linde daraus wird. Sie erzählt Jocke Kis, dass er, sobald die Linde klingt und die Nachtigall singt, keine Stimmen mehr hören wird.
Tatsächlich steht am nächsten Morgen eine Linde auf dem Acker. Doch sie klingt nicht und es sitzt auch keine Nachtigall auf dem Baum. Die Linde vermag die Bewohner des Hauses nicht zu trösten. In der Nacht läuft Malin zur Linde. Sie spürt, dass die Linde tot ist, kein Leben in ihr steckt und auch keine Seele in ihr wohnt. Da beschließt Malin dem Baum ihre eigene Seele zu schenken. Sie lebt dann in der Linde weiter und hört jeden Abend die Nachtigall singen.
Am nächsten Morgen ist Malin verschwunden. Doch die Linde ist voller Leben. Aus ihr klingt die allerschönste Musik und auf ihr sitzt eine Nachtigall. So wird es auf einmal schön und froh im Armenhaus. Die Bewohner fragen noch oft nach Malin. Nur Jocke Kis hört die Linde flüstern „Ich bin es, Malin“.

## Figuren
Astrid Lindgren beschreibt mit ihren Figuren die Art von Menschen, die zu jener Zeit in Armenhäusern untergebracht wurden. Sie waren alt, arm, gebrechlich, krank, hatten psychische Erkrankungen, konnten nicht mehr arbeiten, litten an Hunger oder waren Waisenkinder.
- Malin ist acht Jahre alt. Ihre Eltern starben an Schwindsucht. Da die Leute Angst haben sich anzustecken, nimmt sie keiner in Pflege. Malin muss im Armenhaus leben.
- Pompadulla ist die Leiterin des Armenhauses. Sie hat als einzige ein eigenes Zimmer, das sie nur mit den Wanzen teilt.
- Jocke Kis ist ein alter Mann, der den Verstand verloren hat. Er hört Stimmen und schlägt dann oft den Kopf gegen die Wand.
- Schiefmaul ist der Hässlichste im ganzen Dorf, mit dem die Leute den Kindern Angst einjagen. Dabei ist er eigentlich harmlos und sehr lieb. Er würde nie jemandem etwas zuleide tun.
- Ola auf Jola kann zehn Wecken essen, ohne satt zu werden.
- Sommer-Nisse hat ein Holzbein.
- Hühner-Hilmer hat ein Plierauge (ein tränendes Auge mit geschwollenen, verklebten oder entzündeten Augenlidern) und krumme Finger.
- Krücken-Anna läuft auf Krücken.
- Liebe Güte ist alt und lässt häufig ihre Knäuel fallen. Deren Garn wickelt sie von einem Knäuel auf das Nächste. Es ist ihre einzige Beschäftigung.
- Keif-Marja

## Hintergrund
Die Geschichte wurde erstmals 1959 in der schwedischen Zeitschrift Vi veröffentlicht. 1959 erschien die Geschichte mit Illustrationen von Ingrid Vang Nyman in der Kurzgeschichtensammlung Sunnanäng (1960, deutsch Klingt meine Linde).
1984 wurde das Buch als Bilderbuch, illustriert von Svend Otto S., bei Rabén & Sjögren herausgebracht. Später folgten auch englischsprachige, dänischsprachige und deutschsprachige Ausgaben des Buches.
Die Zeilen „Klingt meine Linde, singt meine Nachtigall?“, die Malin so glücklich machen, stammen aus einem schwedischen Volksmärchen. In dem Märchen wird eine Frau von ihrem Mann und ihrem Kind getrennt. Voller Sehnsucht sucht sie nach ihrer Familie und fragt klagend: „Klingt meine Linde? Singt meine Nachtigall? Weint mein kleines Kind? Wird mein Herr seines Lebens je froh?“.
Jörn Arnecke schrieb 1995 eine Kinder- und Jugendoper zu der Geschichte. Zwischen 1995 und 1998 wurden der Prolog, die Schlussszene und weitere Teile der Oper aufgeführt. In Dänemark gab es ein Musical zu dem Buch.

## Rezeption
In der Reihe Meine Lieblingsmärchen stellt FAZ-Autorin Monika Osberghaus Klingt meine Linde vor. Sie findet, Klingt meine Linde sei das allertraurigste aller Lindgren-Märchen. Es erlaube dem Leser „hemmungslos zu trauern und die Charaktere mit einer großen und ernsten Hingabe zu bemitleiden“. Allerdings erzähle es auch von dem Trost, den die Literatur geben könne.
Søren Fanø fragt sich, wer die Zielgruppe des Buches sein solle. Svend Otto S. Zeichnungen sprächen eindeutig Kinder an, während Astrid Lindgrens Text eher zu einer erwachseneren Zielgruppe passe. Er würde das Buch jedenfalls nicht für Kinder unter neun Jahren empfehlen.
Die dänische Krimiautorin Lotte Hammer fühlte sich als Kind von der Geschichte und den Worten „Klingt meine Linde, singt meine Nachtigall?“ zutiefst berührt. Als Kind zeigte ihr die Geschichte, „wie weit Hoffnung und Glaube einen bringen können“.

## Ausgaben
- Spelar min lind sjunger min näktergal, Rabén & Sjögren 1984, schwedische Originalausgabe, ISBN 91-29-65742-3. (Illustriert von Svend Otto S.)
- Klingt meine Linde, Oetinger 1985, ISBN 978-3-7891-6036-3. (Illustriert von Svend Otto S., übersetzt von Anna-Liese Kornitzky)